# Río Ibáñez (gemeente)
Río Ibáñez is een gemeente in de Chileense provincie General Carrera in de regio Aysén del General Carlos Ibáñez del Campo. Río Ibáñez telde 2.666 inwoners in 2017.

## Cultuur

### Bezienswaardigheden
- Capilla de Mármol, marmergrotten aan het meer Lago Buenos Aires/General Carrera

## Galerij

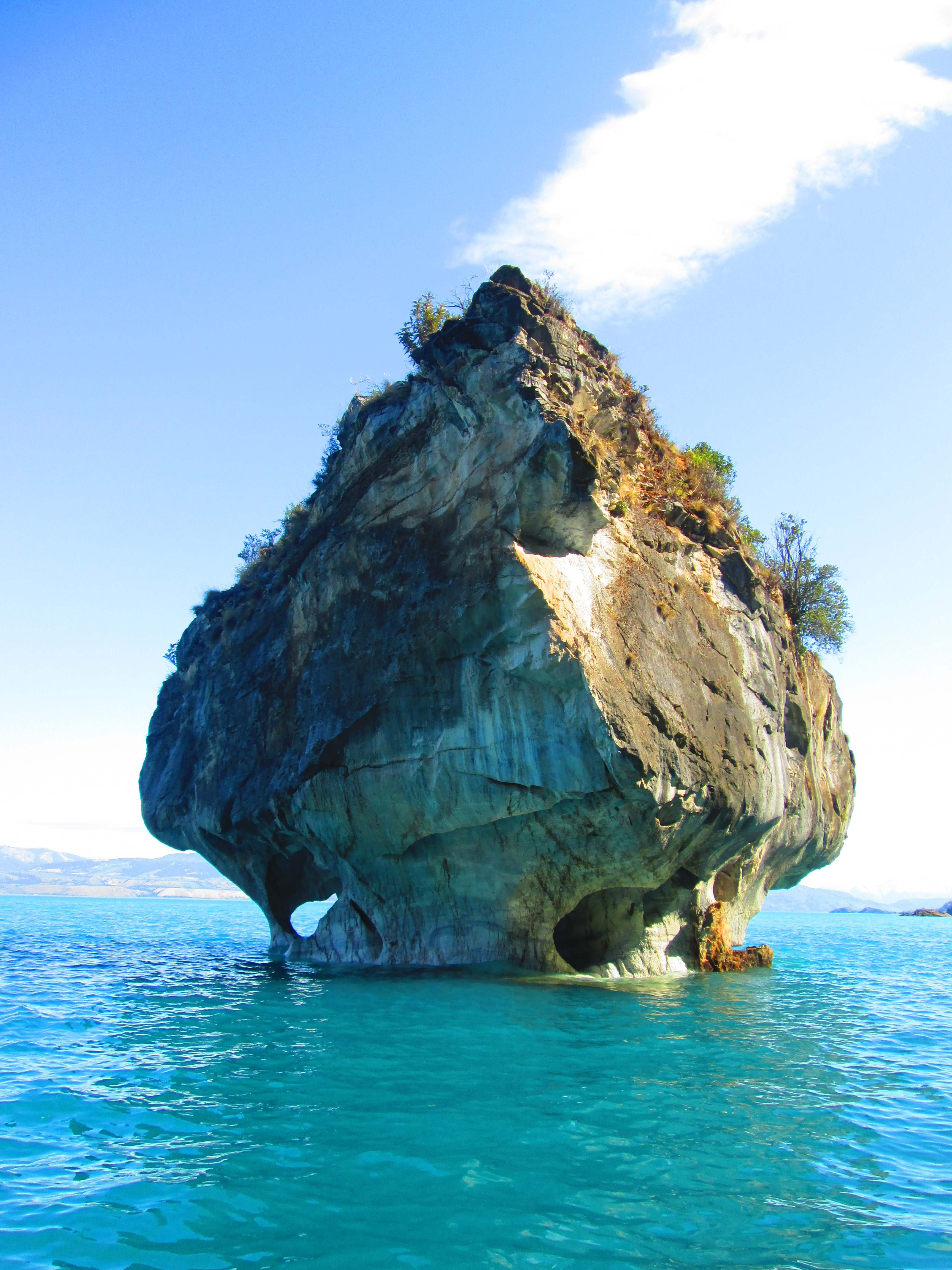
Capilla de Mármol
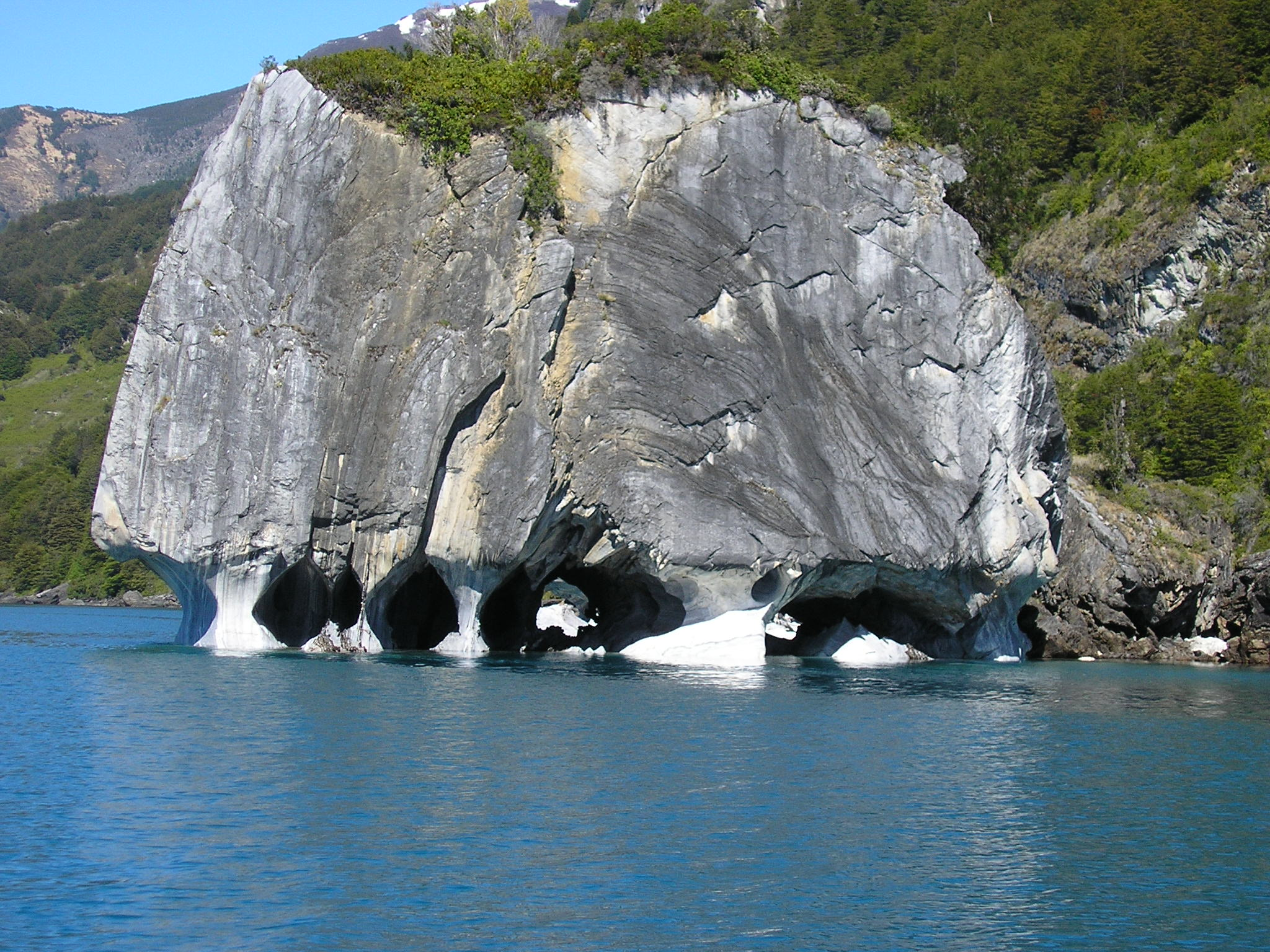
Catedral de Mármol